# Noss Head Lighthouse
Das Noss Head Lighthouse, deutsch Noss-Head-Leuchtturm, ist ein Leuchtturm auf dem Kap Noss Head nahe der schottischen Ortschaft Wick in der Council Area Highland. 1984 wurde der Leuchtturm in den schottischen Denkmallisten in der höchsten Denkmalkategorie A aufgenommen.

## Geschichte
Der Leuchtturm wurde nach einem Entwurf des schottischen Ingenieurs Alan Stevenson errichtet. Die Arbeiten führte Robert Arnot aus Inverness aus. Stevenson nutzte am Noss Head Lighthouse erstmals eine neue Laternenkostruktion mit diagonalen anstelle von vertikalen Trägern, die später an weiteren Leuchttürmen eingesetzt wurde. Für den Bau der von Wick kommenden Zufahrtsstraße wurden arbeitslose verarmte Personen eingesetzt. Der Leuchtturm wurde am 18. Juni 1849 in Betrieb genommen. 1987 wurde die Einrichtung automatisiert. Das originale Feuer befindet sich in der Sammlung des Wick Heritage Centre.

## Beschreibung
Das Noss Head Lighthouse steht am Kap Noss Head rund vier Kilometer nordöstlich von Wick. Noss Head, dessen Name sich von dem nordgermanischen Wort Snos für „Nase“ ableitet, bildet den südlichen Abschluss der Sinclair’s Bay. Die Ruine des mittelalterlichen Girnigoe and Sinclair Castle steht rund einen Kilometer westlich oberhalb der Bucht.
Wie auch Stevensons Leuchttürme Cromarty und Chanonry, ist das Noss Head Lighthouse mit Motiven des ägyptischen Klassizismus ausgeführt. Der Rundturm ist 18 Meter hoch. Sein Schichtenmauerwerk ist kontrastierend gefärbt. Seine aufsitzende Laterne mit der Optik ist mit Kragen mit umlaufender gusseiserner Brüstung und mit diamantförmigen Glaselementen ausgeführt. Am Fuße ist ein eingeschossiger Bau halbrund um die Basis geführt. Das Eingangsportal an der Südwestseite ist durch ein Gesims bekrönt.
Vorgelagert ist ein eingeschossiges Doppelhaus, in welchem die Leuchtturmwärter lebten. Seine südwestexponierte Hauptfassade ist acht Achsen weit. Die Eingänge sind mit ägyptischen Gesimsen und rustizierten Eckpilastern ausgestaltet. Von dem Flachdach ragen zwei Kamine im Stile eines Pylons auf. Es sind 12-teilige Sprossenfenster eingesetzt.
Das Feuer in einer Höhe von 53 Metern über dem Meeresspiegel gibt im Turnus von 20 Sekunden einen weißen Blitz ab. Seine Tragweite beträgt 18 Seemeilen (33 Kilometer).